# Émilien Jeannière
Émilien Jeannière, né le 26 septembre 1998 à Saint-Paul-en-Pareds, est un coureur cycliste français. Il est membre de l'équipe TotalEnergies.

## Biographie

### Débuts et carrière amateur

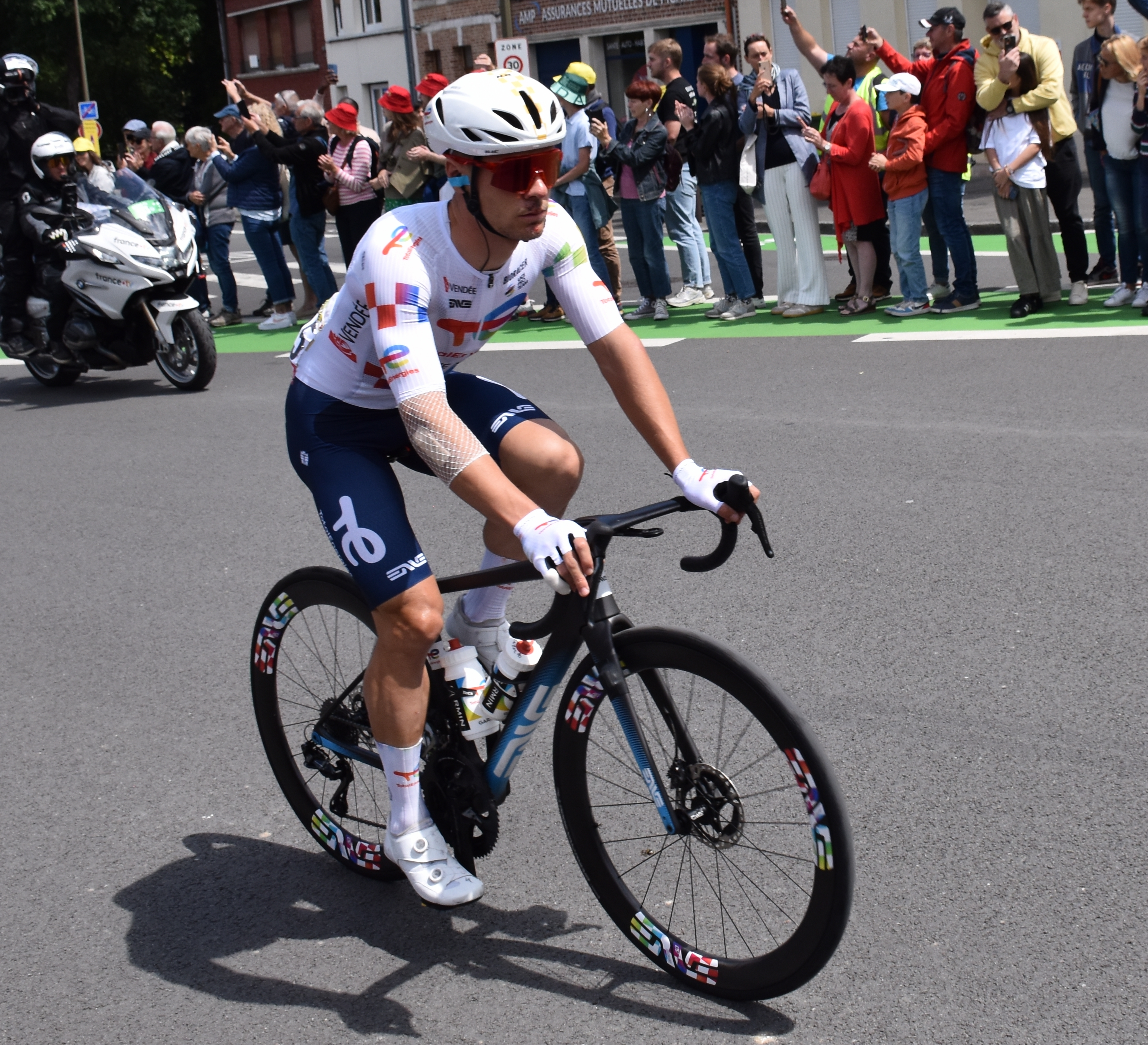
Émilien Jeannière- Tour de France 2025

Émilien Jeannière est originaire de Vendée. Il grandit au sein d'une famille de cyclistes. Son père Hervé et son oncle Joseph ont eux-mêmes pratiqué ce sport au niveau amateur,. Après avoir essayé le football, il se lance dans le cyclisme en 2006, vers l'âge de huit ans. Sa carrière débute au Vélo Club Herbretais.
En 2015, il intègre le Pôle Espoir de La Roche-sur-Yon, tout en restant licencié aux Herbiers. Pour son entrée chez les juniors, il obtient cinq victoires et diverses places d'honneur. Il se classe notamment neuvième de la Classique des Alpes juniors, disputée sur un parcours montagneux. Au niveau international, il termine douzième du Tour du Valromey et de La Philippe Gilbert Juniors.
En 2016, il confirme ses aptitudes en étant l'un des meilleurs juniors français. Sous les couleurs des Pays de la Loire, il s'impose sur une étape du Tour du Valromey. Il finit aussi cinquième du championnat de France juniors. La même année, il est régulièrement sélectionné en équipe de France. Il termine ainsi troisième d'une étape du Tour du Pays de Vaud, ou encore dixième de Gand-Wevelgem juniors. Au mois de septembre, il prend la deuxième place du championnat d'Europe juniors, derrière son compatriote Nicolas Malle. Les deux coureurs devancent Tadej Pogačar au sprint à l'issue d'une courte montée.
En 2017, il rejoint l'équipe Vendée U, réserve de la formation professionnelle Direct Énergie. Malgré diverses blessures, il s'impose à plusieurs reprises en première étape. L'année suivante, il remporte cinq nouvelles courses, dont le championnat des Pays de la Loire et l'épreuve Jard-Les Herbiers. Il connaît en revanche une saison 2019 difficile, gâchée par de nombreux problèmes physiques comme des tendinites. Toujours gêné par ses blessures, il ne dispute qu'une seule course au premier semestre 2020. Il fait néanmoins son retour au premier plan durant l'été en devenant vice-champion de France amateurs, battu au sprint par Jason Tesson.
En 2021, il quitte les rangs espoirs mais prolonge l'expérience avec le Vendée U. Victorieux à plusieurs reprises, il effectue un stage chez TotalEnergies. Il n'est toutefois pas retenu pour passer professionnel, en raison d'un manque de résultats sur les grandes courses. Émilien Jeannière songe alors à mettre un terme à sa carrière. Il revient toutefois sur sa décision, et trouve un accord avec ses dirigeants pour poursuivre la compétition. Rapide au sprint, il se distingue en étant l'un des meilleurs amateurs français de la saison 2022, avec neuf victoires et de nombreuses places d'honneur. Il gagne notamment une étape de la Flèche du Sud. Grâce à ses bonnes performances, il signe enfin un contrat avec l'équipe TotalEnergies.

### Carrière professionnelle
Émilien Jeannière fait ses débuts professionnels en janvier 2023 sur la Tropicale Amissa Bongo. « Poisson-pilote » de Jason Tesson, il parvient à terminer deuxième d'une étape. En février, il se classe deuxième de l'étape inaugurale du Tour du Rwanda, derrière Ethan Vernon. Il revient ensuite sur le continent européen, en tenant principalement un rôle d'équipier. Le 26 mars, il finit treizième de la Roue tourangelle. Quelques mois plus tard, il participe au Tour d'Allemagne, où il se classe sixième de la troisième étape, puis quatrième le lendemain. Il décroche également quelques accessits en fin de saison, tout en travaillant pour ses leaders.
Après une deuxième place sur l'Antwerp Port Epic, il remporte sa première victoire en tant que cycliste professionnel sur la première étape des Boucles de la Mayenne, à l'issue d'un sprint massif. Trois jours plus tard, il se classe cinquième du Circuit franco-belge.

## Palmarès

### Palmarès amateur
- 2015
  - Champion des Pays de la Loire sur route juniors
  - Flèche Plédranaise
- 2016
  - 2e étape des Boucles Cyclistes du Sud Avesnois
  - 2e étape du Tour du Valromey
  -  Médaillé d'argent du championnat d'Europe sur route juniors
  - 2e des Boucles Cyclistes du Sud Avesnois
  - 3e du Trophée de la Ville de Châtellerault
  - 3e du Chrono des Nations Juniors
- 2017
  - Flèche de Locminé
  - Grand Prix de Chantonnay
  - Grand Prix de Malaquais
  - 2e de La Suisse Vendéenne
- 2018
  - Champion des Pays de la Loire
  - Tour de Brissac-Loire-Aubance
  - Grand Prix de Chantonnay
  - Jard-Les Herbiers
  - 3e de la Ronde mayennaise
- 2019
  - Chrono du Val d'Or
- 2020
  - Grand Prix d'Availles-Limouzine
  - 2e du championnat de France sur route amateurs
  - 3e de la Route d'Or du Poitou
- 2021
  - Flèche de Locminé
  - Tour du Pays de Lesneven :
    - Classement général
    - 2e étape (contre-la-montre par équipes)

  - 2e étape de La SportBreizh
  - 3e des Boucles de la Loire
- 2022
  - Circuit de la Vallée de la Loire
  - 3e étape de la Boucle de l'Artois
  - Chrono 47 (contre-la-montre par équipes)
  - Tour du Loiret :
    - Classement général
    - 2e étape

  - 2e étape de la Flèche du Sud
  - 1re étape du Tour d'Eure-et-Loir
  - 4e étape du Tour Nivernais Morvan
  - 4e étape du Tour de Moselle
  - Paris-Connerré
  - 2e du Grand Prix du Pays d'Aix
  - 3e du Tour d'Eure-et-Loir

### Palmarès professionnel
- 2024
  - Vainqueur de la Coupe de Belgique
  - 1re étape des Boucles de la Mayenne
  - 1re étape du Tour d'Istanbul
  - Tour de Kyushu :
    - Classement général
    - 1re et 2e étapes

  - 2e de l'Antwerp Port Epic
  - 3e du Tour d'Istanbul
  - 9e de la Classic Bruges-La Panne
- 2025
  - 3e de la Clásica de Almería
  - 3e du Samyn
  - 3e de la Route Adélie de Vitré
  - 3e du Tour du Finistère
  - 3e du Copenhagen Sprint

## Résultats sur les grands tours

### Tour de France
1 participation
- 2025 : non-partant (5e étape)

## Classements mondiaux
| Année                                 | 2021  | 2022 | 2023 | 2024 |
| ------------------------------------- | ----- | ---- | ---- | ---- |
| Classement mondial                    | 2339e | 963e | 751e | 83e  |
| UCI Europe Tour                       | 1561e | 702e | nc   | 66e  |
|                                       |       |      |      |      |
| Légende : nc = non classéSource : UCI |       |      |      |      |